# 何塞·馬里亞·蒙特阿萊格雷
何塞·馬里亞·蒙特阿萊格雷·斐迪南（西班牙語：José María Montealegre Fernández，1815年3月19日—1887年9月26日）是一名哥斯大黎加政治人物，1895年至1863年擔任哥斯大黎加總統。
蒙特阿萊格雷出生在一個富裕的咖啡種植園主家庭，後來被送往阿伯丁學習醫學，畢業後成為外科醫生。他是第一位被派往歐洲學習醫學的哥斯大黎加人。他曾兩次結婚：1840年與前總統胡安·拉斐爾·莫拉的妹妹安娜·瑪麗亞·莫拉（Ana Maria Mora）結婚；1858年與倫敦人索菲亞·馬蒂爾德·喬伊·雷德曼（Sofía Matilde Joy Redman）結婚，後者是英國外交官威廉·戈爾·奧斯利爵士的親戚。
他是在針對胡安·拉斐爾·莫拉的軍事政變後上台的。在就任總統的前幾個月，他召開制憲會議，制定了《1859年憲法》。
1860年，根據新憲法，他被民選為總統，任期三年，之後他以和平、民主的方式將總統職位交給赫蘇斯·希門尼斯·薩莫拉。
由托馬斯·瓜迪亞·古鐵雷斯領導的政變廢黜了他的妹夫布魯諾·卡蘭薩，使他在政治上遭受挫折。1872年，蒙特阿萊格雷決定離開哥斯大黎加，與家人一起搭乘阿拉斯加號汽船前往舊金山。他在加利福尼亞州聖荷西去世，遺體一直安置在聖荷西傳教團（位於現在的加州佛利蒙）附近，直到1978年才被送回祖國。
他的妹妹是傑羅尼馬·蒙特阿萊格雷，他的曾外孫女是演員麥德琳·史道威。